# Michel Polnareff
Michel Polnareff (Nérac, 3 luglio 1944) è un cantautore e produttore discografico francese di origine russo-ebraica, dedito ai generi pop-rock, e all'apice della carriera dalla metà degli anni sessanta all'inizio degli anni ottanta.

## Biografia
Figlio d'arte, soprannominato "L'Amiral" ("L'ammiraglio") e conosciuto per il suo carattere "eccentrico", ha pubblicato sinora una trentina di album (raccolte comprese), il primo dei quali è Love Me Please Love Me del 1967.

Tra le sue canzoni più note, figurano La poupée qui fait non del 1966 (adattata in italiano da I Quelli e dai Rokketti, ed in seguito dallo stesso Polnareff, come Una bambolina che fa no no no e di cui è stata fatta una cover da Mylène Farmer nel 1997), Love Me Please Love Me (1966), Le Bal des Laze (1968), ecc.

## Vita privata
Michel Polnareff è stato negli anni 70 compagno delle attrici Sylvia Kristel e Lynda Carter. Ha poi convissuto per vent'anni con Annie Fargue, sua manager, fino alla morte di lei.

## Discografia parziale

### Album
- Love Me Please Love Me (1967)
- Le Bal des Laze (1968)
- Polnareff's (1971)
- Michel Polnareff (1974)
- Fame à la mode (1975)
- Lipstick (1976; colonna sonora)
- Coucou me Revoilou (1978)
- Bulles (1981)
- Incognito (1985)
- Kâma Sûtra (1990)
- Live at the Roxy (1996)
- Nos mots d'amour (1999)
- Le meilleur de M. Polnareff (2003)
- Ze (Re) Tour 2007 (2007)

### Brani musicali
- "La poupée qui fait non" (1966)
- "Love Me Please Love Me" (1966)
- "L'Amour avec toi" (1966)
- "Sous quelle étoile je suis né" (1966)
- "Âme Caline (1967)
- "Le Roi des Fourmis" (1967)
- "Mes Regrets" (1967)
- "Ta Ta Ta Ta" (1967)
- "Le Bal des Laze" (1968)
- "Y'a qu'un ch'veu" (1968)
- "Jour après jour" (1968)
- "Pourquoi faut-il se dire adieu (1968)
- "Ring-a-Ding" (1968)
- "J'ai du chagrin Marie" (1968)
- "Tous les bateaux tous les oiseaux" (1969)
- "Tout tout pour ma chérie" (1969)
- "Je suis un homme, Gloria" (1970)
- "Qui a tué grand-maman?" (1971)
- "Holidays, On ira tous au Paradis" (1972)
- "I love you because" (1973)
- "Fame à la mode" (1975)
- "Lettre à France" (1977)
- "Une simple mélodie" (1979)
- "Radio, Tam-Tam" (1981)
- "La belle veut sa revanche" (1985)
- "Viens te faire chahuter" (1985)
- "Dans la rue" (1985)
- "Goodbye Marylou" (1989)
- "Toi et Moi (1990)
- "LNA HO" (1990)
- "Kâma-Sûtra" (1990)
- "Je rêve d'un monde" (1999)

## Omaggi
- Nel Manga One Piece (Eiichirō Oda) il personaggio di Donquijote Doflamingo si basa fisicamente su di lui.
- Nel manga Le Bizzarre Avventure di Jojo (Hirohiko Araki) il personaggio di Jean Pierre Polnareff deve a lui il suo nome.
- Gli è stato dedicato l'asteroide 99824 Polnareff dall'astronomo svizzero Michel Ory.